# Morroa
Morroa – miasto w Kolumbii, w departamencie Sucre.